# Eric Ries
Eric Ries est un entrepreneur américain, cofondateur d'IMVU surtout connu pour avoir écrit le best-seller The Lean Startup (en), livre dans lequel il expose sa théorie du même nom,.